# Philip Plait
Philip Cary Plait (alias « The Bad Astronomer ») est un astronome et un sceptique américain. Il est l'auteur du Bad Astronomy Blog. Il a travaillé précédemment au département de physique et d'astronomie de l'université d'État de Sonoma. Début 2007, il démissionne de son poste pour écrire Death from the Skies. Le 4 août 2008, il devient président de la James Randi Educational Foundation. Il occupe ce poste jusqu'au 1er janvier 2010, il est remplacé par le sceptique D.J. Grothe. Il est aussi célèbre pour cette phrase « Enseignez à un humain comment raisonner et il pensera pendant toute une vie », soit en anglais Teach a man to reason and he'll think for a lifetime.